# Đại Tự Sơn

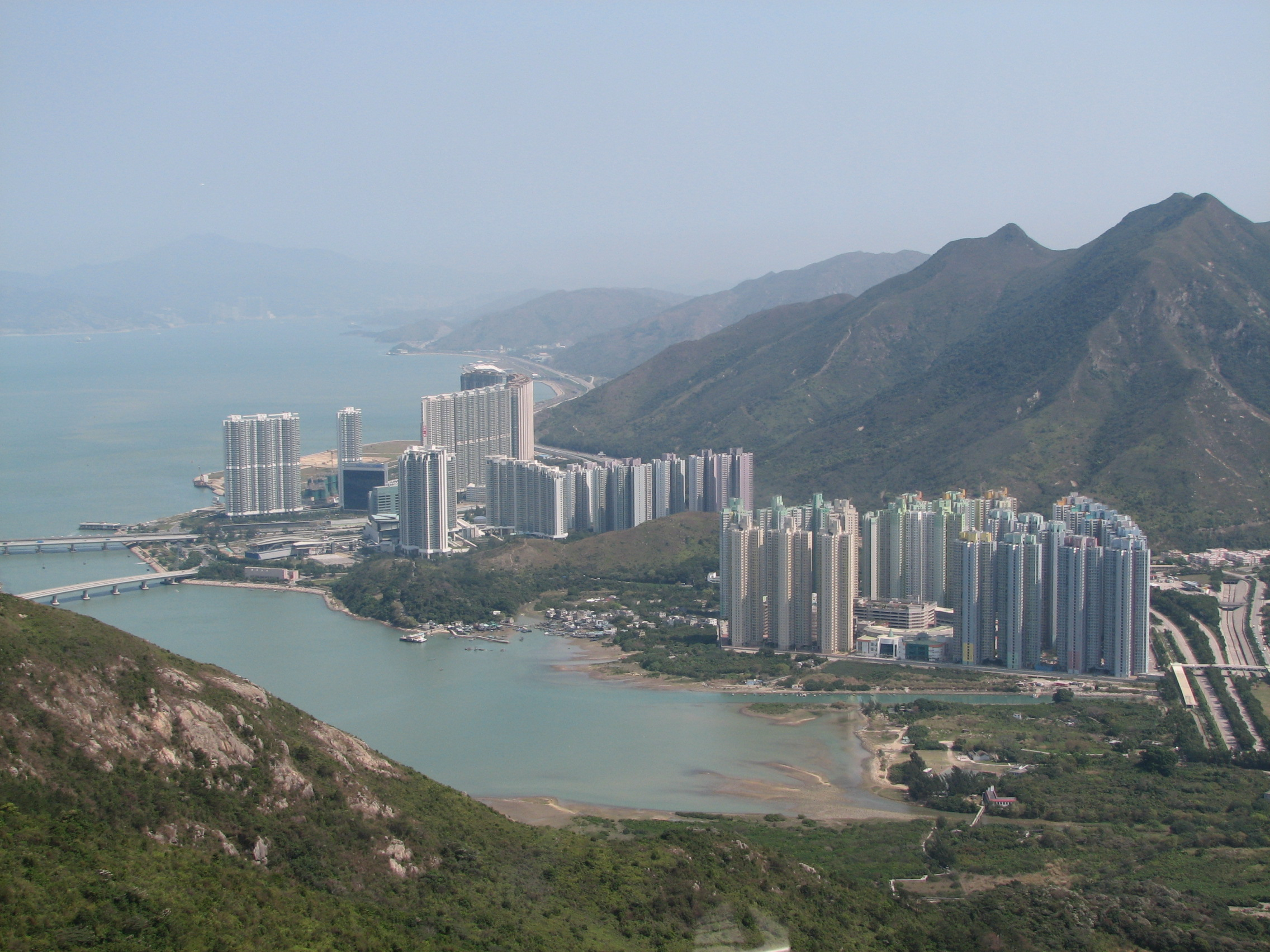
Khu đô thị mới (Đông Dũng) và vịnh Đông Dũng, nhìn từ cáp treo Ngang Bình 360

Đại Tự Sơn (Phồn thể: 大嶼山, Giản thể: 大屿山), tên cũ là Lạn Đầu (Phồn thể:爛頭, Giản thể: 烂头: tiếng Anh: Lantau Island hay Lantao Island theo tên gọi cũ trong tiếng Trung) là hòn đảo lớn nhất của Hồng Kông và nằm ở cửa sông Châu Giang. Về mặt hành chính, hầu hết Đại Tự Sơn thuộc về quận Li Đảo của Hồng Kông. Một phần nhỏ phía bắc của đảo thuộc quận Thuyên Loan (Tsuen Wan)
Từ chỗ chỉ có những làng chài đánh cá, hòn đảo đã được phát triển mạnh trong những năm gần đây cùng với việc xây dựng Đô thị mới Đông Dũng (Tung Chung) ở bờ biển tây-bắc và việc hoàn thành một số cơ sở hạ tầng chính, bao gồm Lantau Link (Thanh Tự cán tuyến) (1997), Sân bay quốc tế Hồng Kông (1998), Disneyland Hồng Kông (2005) và Ngong Ping 360 (Ngang Bình 360) (2006).

## Địa lý

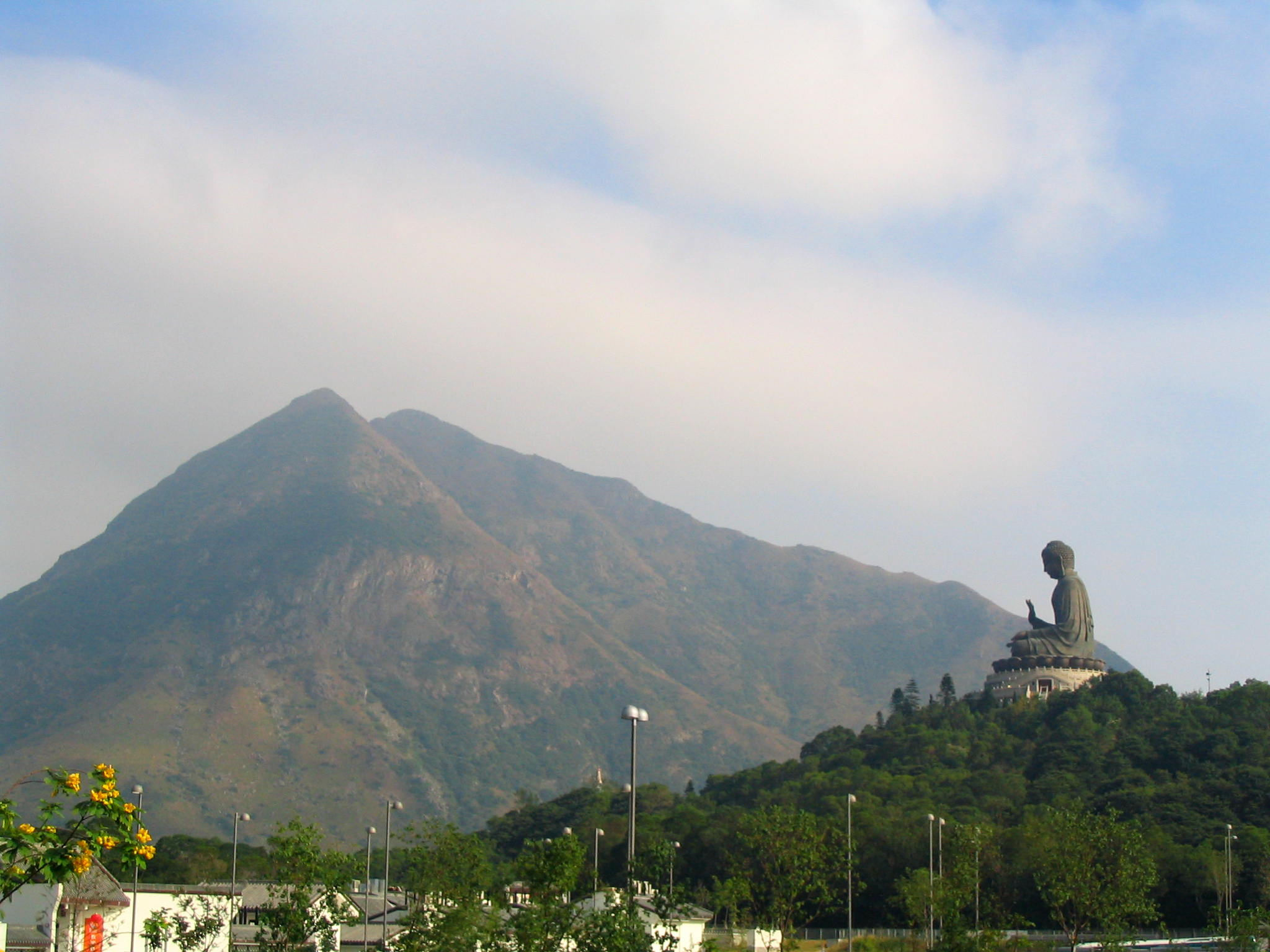
Tượng Phật với nền là Đỉnh Lạn Đầu

Đại Tự Sơn có diện tích 147,16 km² (56,82 mi²), đây là hòn đảo lớn thứ sáu của Cộng hòa Nhân dân Trung Hoa (thứ 7 nếu tính cả Đài Loan) và là đảo lớn nhất Hồng Kông, gấp hai lần đảo Hồng Kông.
Đại Tự Sơn có địa hình chủ yếu là đồi núi. Phượng Hoàng Sơn (tên cũ là đỉnh Lạn Đầu) cao 934 mét là điểm cao nhất trên đảo. Đỉnh núi này là điểm cao thứ hai tại Hồng Kông, sau Đại Mạo Sơn (Tai Mo Shan) và cao gấp đôi Thái Bình Sơn (Đỉnh Victoria). Các đỉnh núi khác có Đại Đông Sơn (Sunset Peak) (869 mét), Liên Hoa Sơn (Lin Fa Shan) (766 mét), Di Lặc Sơn (Nei Lak Shan) (751 mét) và Nhị Đông Sơn (Yi Tung Shan) (747 mét).
Đại Tự Sơn thường được coi là "lá phổi của Hồng Kông" với các cánh rừng nguyên sinh mà hầu như vắng bóng ở đảo Hồng Kông và bán đảo Cửu Long. Hồ chứa Shek Pik (Thạch Bích) là một trong bốn hồ chứa nước ngọt lớn nhất tại Hồng Kông. Hồ hoàn thành vào năm 1963.

## Dân cư
Đại Tự Sơn có mật độ dân số tương đối thấp với tổng cộng 45.000. Các điểm định cư nằm rải rác khắp trên đảo và mỗi điểm lại có những đặc tính riêng. Việc hoàn thành Sân bay quốc tế Hồng Kông ở Xích Liệp Giác (Chek Lap Kok) năm 1998 đã dẫn tới công cuộc phát triển kinh tế ở khu vực tây bắc của đảo; ngôi làng Đông Dũng nay trở thành một Khu đô thị mới với 25.000 người sống trong các khu chung cư cao tầng gần sân bay. Trong thời gian tới, dân số của Khu đô thị mới Bắc Đại Tự Sơn được mong đợi là sẽ tăng lên trên 200.000 người với diện tích 7,6 km² lấn biển từ Đông Dũng (Tung Chung) đến Đại Áo (Tai Ho). Vịnh Thám hiểm là khu vực dành riêng để phát triển nhà ở ở bờ biển đông-nam của Đại Tự Sơn. Khu vực này hiện có khoảng 14.300 cư dân đến từ 30 quốc gia khác nhau.

## Nhà tù
Có tới 6 nhà tù tại Đại Tự Sơn: (Chi Ma Wan), (Chi Sun), (Ma Mo Ping), (Tong Fuk), (Sha Tsui) và lớn nhất là Thạch Bích (Shek Pik). 